# هوغو سانشيز برتغال
هوغو سانشيز برتغال (بالإسبانية: Hugo Sánchez Portugal)‏ هو لاعب كرة قدم مكسيكي وإسباني في مركز الدفاع، ولد في 15 يونيو 1984 في مدريد في إسبانيا، وتوفي في 8 نوفمبر 2014 في Polanco, Mexico City ‏ في المكسيك بسبب تسمم بأحادي أكسيد الكربون. لعب مع نادي أتلانتي ونادي أونيفرسيداد ناسيونال.